# Horridovalva renatella
Horridovalva renatella är en fjärilsart som beskrevs av Hans Georg Amsel 1978. Horridovalva renatella ingår i släktet Horridovalva och familjen stävmalar. Inga underarter finns listade i Catalogue of Life.